# 上楓里
上楓里，為臺灣臺中市大雅區轄下的一個里。位於大雅區東北側。

## 歷史
台灣清治末期至日治初期，上楓樹腳地區為一街庄，稱為「上楓樹腳庄」，隸屬於捒東下堡。該庄西北與上員林庄、神崗庄為鄰，東北與社口庄為鄰，東與花眉庄、西員寶庄為鄰，南邊為馬崗厝庄、大田心庄，西邊為垻雅街、下員林庄。
1901年（日治明治三十四年）11月，全台廢縣廳改設二十廳，該庄隸屬於臺中廳。1903年（明治三十六年）6月，該庄編入「埧雅區」，仍隸屬於臺中廳。1909年（明治四十二年）10月，合併二十廳為十二廳，埧雅區隸屬不變。1920年（大正九年），全台地方制度大改正，廢十二廳改設五州二廳，該庄改制為「上楓樹腳」大字，隸屬於臺中州豐原郡大雅庄。
戰後大雅庄改制為大雅鄉，隸屬於臺中縣，大字亦改制為村。1950年10月，中、彰、投分治，大雅鄉仍隸屬臺中縣。
2006年1月23日，上楓村再分為上楓村、雅楓村、大楓村。
2010年12月，臺中縣市合併為直轄臺中市，大雅鄉改制為大雅區，村亦改制為里。

## 設施

### 圖書館
- 臺中市立圖書館上楓分館

### 學校
- 上楓國小